# قائمة البعثات الدبلوماسية في نيجيريا

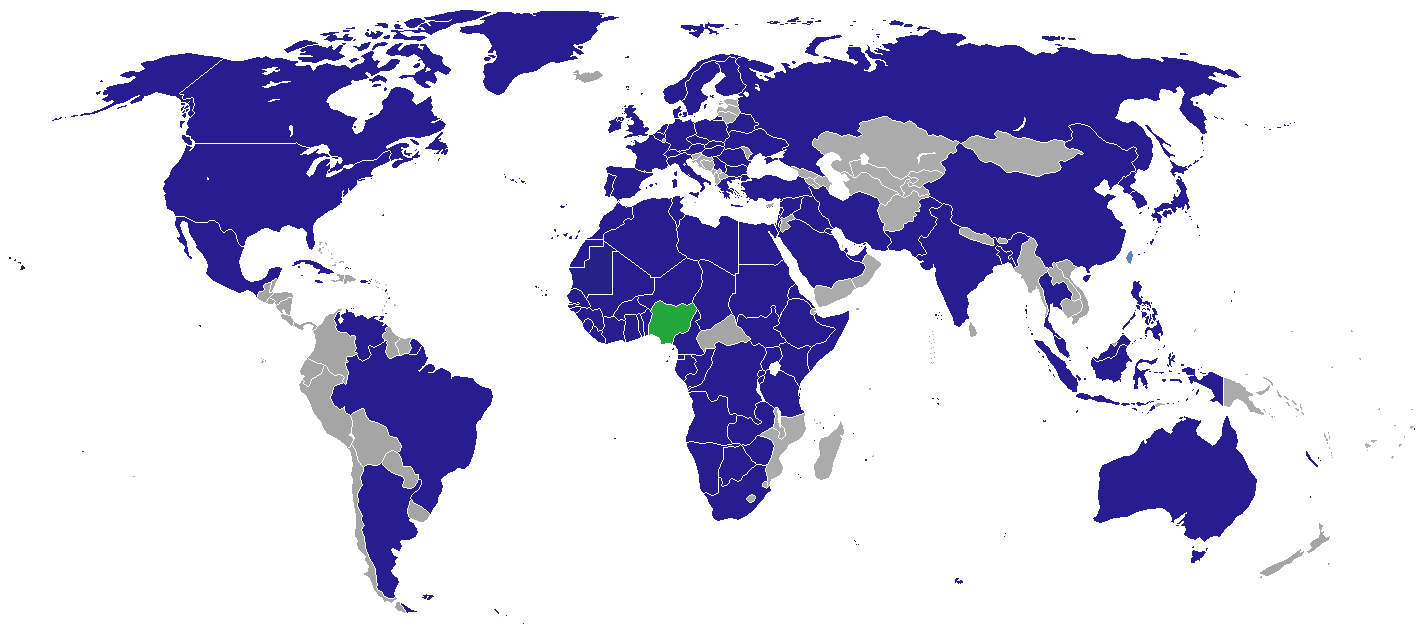
خريطة البعثات الدبلوماسية في إثيوبيا

تعرض هذه الصفحة قائمة البعثات الدبلوماسية في نيجيريا. حاليا، توجد في العاصمة أبوجا 104 سفارات. لدى دول أخرى عديدة سفراء معتمدون في نيجيريا، لكن معظمهم يقيم في عواصم دول أخرى. تستثني هذه القائمة القنصليات الفخرية.

## سفارات فيأبوجا
| - الجزائر - أنغولا - الأرجنتين - أستراليا - النمسا - بنغلاديش - بيلاروسيا - بلجيكا - بنين - بوتسوانا - البرازيل - بلغاريا - بوركينا فاسو - بوروندي - الكاميرون - كندا - جمهورية أفريقيا الوسطى - تشاد - الصين - Congo - كوبا - التشيك - جمهورية الكونغو الديمقراطية - الدنمارك - الإكوادور - مصر - غينيا الاستوائية - إريتريا - إثيوبيا - فنلندا - فرنسا - الغابون - غامبيا - ألمانيا - غانا | - اليونان - غينيا - غينيا بيساو - الفاتيكان - المجر - الهند - إندونيسيا - إيران - العراق - جمهورية أيرلندا - إسرائيل - إيطاليا - ساحل العاج - جامايكا - اليابان - كينيا - الكويت - لبنان - ليبيريا - ليبيا - ماليزيا - مالي - موريتانيا - المكسيك - المغرب - ناميبيا - هولندا - النيجر - كوريا الشمالية - النرويج - باكستان - فلسطين - الفلبين - بولندا - البرتغال | - قطر - رومانيا - روسيا - رواندا - Sahrawi Republic - ساو تومي وبرينسيب - السعودية - السنغال - صربيا - سيراليون - سلوفاكيا - جنوب أفريقيا - كوريا الجنوبية - جنوب السودان - إسبانيا - سريلانكا - السودان - السويد - سويسرا - سوريا - تنزانيا - تايلاند - توغو - ترينيداد وتوباغو - تونس - تركيا - أوغندا - أوكرانيا - الإمارات العربية المتحدة - المملكة المتحدة - الولايات المتحدة - فنزويلا - فيتنام - زامبيا - زيمبابوي |

## مكاتب أخرى في أبوجا
- الاتحاد الأوروبي (وفد)

## قنصليات

### قنصليات فيكالابار
- الكاميرون قنصلية عامة
- غينيا الاستوائية قنصلية

### قنصلية عامة فيكانو
- النيجر

### نواب اللجان العليا/قنصليات عامة/مكتب تجاري فيلاغوس
| - بنين - البرازيل - الكاميرون - كندا - الصين - مصر - غينيا الاستوائية قنصلية - فرنسا - ألمانيا - غانا - اليونان - غينيا قنصلية | - إيطاليا قنصلية - اليابان - هولندا - روسيا - جنوب أفريقيا - كوريا الجنوبية - إسبانيا - تايوان (بعثة تجارية) - المملكة المتحدة - الولايات المتحدة |

### قنصلية فيمايدوغوري
- تشاد قنصلية

### مكتب علاقات فيكادونا
- المملكة المتحدة

### مكتب اتصال فيبورت هاركورت
- المملكة المتحدة

## سفارات غير مقيمة
- البوسنة والهرسك (القاهرة)[3]
- كرواتيا (لندن)[4]
- غواتيمالا (لندن)
- آيسلندا (لندن)[5]
- ليسوتو (طرابلس)[6]
- مالطا (فاليتا)[7]
- نيوزيلندا (أديس أبابا)
- باراغواي (القاهرة)[8]
- سنغافورة (سنغافورة)[9]
- أوروغواي (بريتوريا)[10]

## مقالات متعلقة
- علاقات نيجيريا الخارجية
- قائمة البعثات الدبلوماسية النيجيرية